# (25924) Douglasadams
(25924) Douglasadams – planetoida z głównego pasa planetoid.

## Odkrycie i nazwa
Planetoida (25924) Douglasadams została odkryta 19 lutego 2001 roku w Socorro, w ramach projektu LINEAR. Decyzją Międzynarodowej Unii Astronomicznej 25 stycznia 2005 w Cambridge, w Massachusetts (Stany Zjednoczone) została nazwana od Douglasa Adamsa. Przed nadaniem nazwy planetoida nosiła oznaczenie tymczasowe 2001 DA42.

## Orbita
Orbita (25924) Douglasadams nachylona jest pod kątem 1,73˚ do ekliptyki, a jej mimośród wynosi 0,165. Ciało to krąży w średniej odległości 2,41 j.a. wokół Słońca, na co potrzebuje 3 lata i 274 dni. Peryhelium tego obiektu znajduje się w odległości 2,01 j.a., a aphelium zaś 2,81 j.a. od Słońca.

## Właściwości fizyczne
Absolutna wielkość gwiazdowa tej planetoidy wynosi 16,3m. Jest to obiekt niewielki.